# Palisades Sill

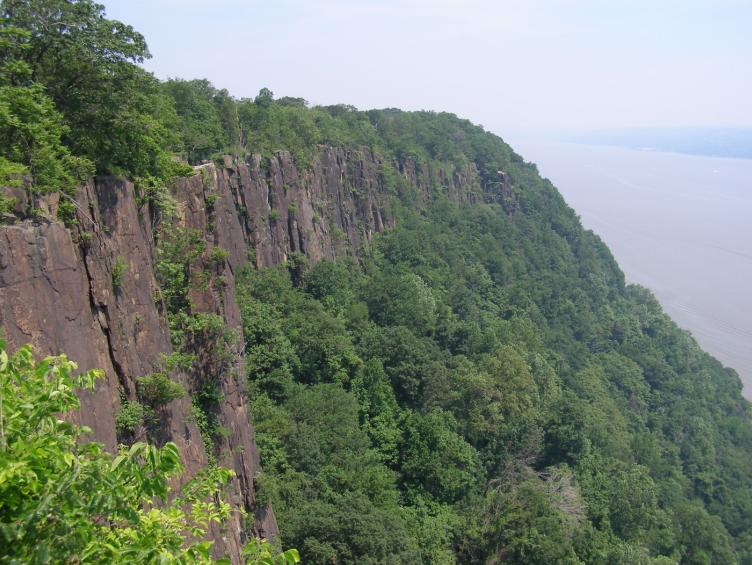
De Palisades Sill gezien vanaf de Palisades Intersate Parkway. De Hudson is op de achtergrond te zien.

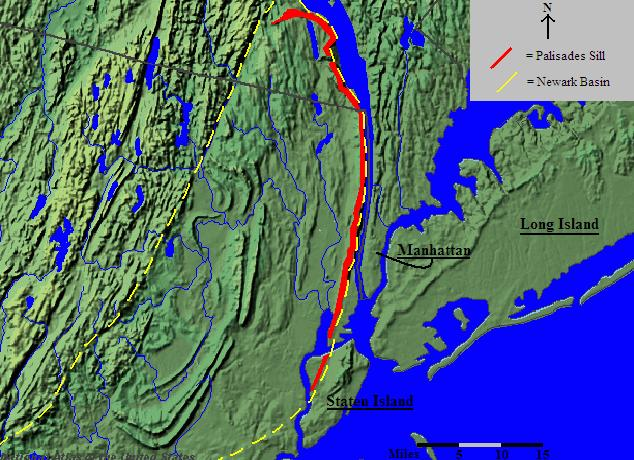
Locatie van de Palisades Sill (rood) binnen het Newark Basin (geel).

De Palisades Sill is een uit het Trias stammende 200 Ma diabaas-intrusie (een sill) in Noord-Amerika. De diabaas dagzoomt in delen van de Amerikaanse staten New York en New Jersey. 
Palisades Sill is vooral noemenswaardig voor de Palisades, de kliffen die steil boven de westelijke oever van de Hudson uitsteken. De makkelijke toegankelijkheid van de sill maken het gebied populair bij veel natuurliefhebbers en geologen.

## Locatie
De ontsluiting van de Palisades Sill is goed herkenbaar door zijn prominente kliffen boven de Hudson. Vooral in het westen van Manhattan kunnen deze gemakkelijk gezien worden. 
De sill is ongeveer 80 kilometer lang, en het merendeel ervan volgt de oever van de Hudson. De sill begint in Staten Island in New York. Daarna doorkruist het de grens met New Jersey, alwaar Hoboken, Jersey City, Union City, Fort Lee, en Englewood Cliffs er allemaal in liggen.
De dagzomen van de sill komen uiteindelijk weer in New York en volgen de Hudson naar het noorden tot aan Haverstraw. Hier buigt de dagzoom af naar het westen en verdwijnt vlak bij Pomona. 

## Geologie
Het einde van het Trias werd gekenmerkt door het uiteenvallen van Pangaea. Wat nu Noord-Amerika is werd in die periode gescheiden van wat nu Noordwest-Afrika is, waardoor de Atlantische Oceaan ontstond. Door decompressiesmelten werd magma gevormd die de zandsteen en arkose van de Stockton Formation binnen het Newark Basin intrudeerde. De magma-intrusie zou in de loop van miljoenen jaren stollen. Later vond tektonische opheffing van het gebied en erosie plaats, zodat de Palisades Sill aan het oppervlak kwam te liggen.
De compositie van de sill is dat van diabaas, hoewel de mineraalsamenstelling niet overal hetzelfde is. De mineralogie van de sill bestaat voornamelijk uit plagioklaas veldspaat, pyroxeen en olivijn, met in mindere mate biotiet, titaniet, zirkoon en oxiden.
Kenmerkend aan de sill is een 10 meter brede olivijnrijke band (cumulaatgesteente) ongeveer 10 meter vanaf de onderkant van de intrusie. Het percentage olivijn, dat in de rest van de sill varieert van 0 tot 2%, bedraagt in deze band 28%. Vooral deze laag van de sill trekt veel aandacht.
De gemiddelde statiegrafische dikte van de diabaas is 300 meter, met de beroemde kliffen die 100 meter boven het zeeniveau uitsteken. De intrusie heeft een helling van 10 tot 15 graden westwaarts. Omdat de basaltzuilen, gevormd bij het afkoelen van het magma, tegenwoordig precies verticaal staat wordt vermoed dat de diaklaas onder deze helling geïntrudeerd is.